# محطة أسوكا

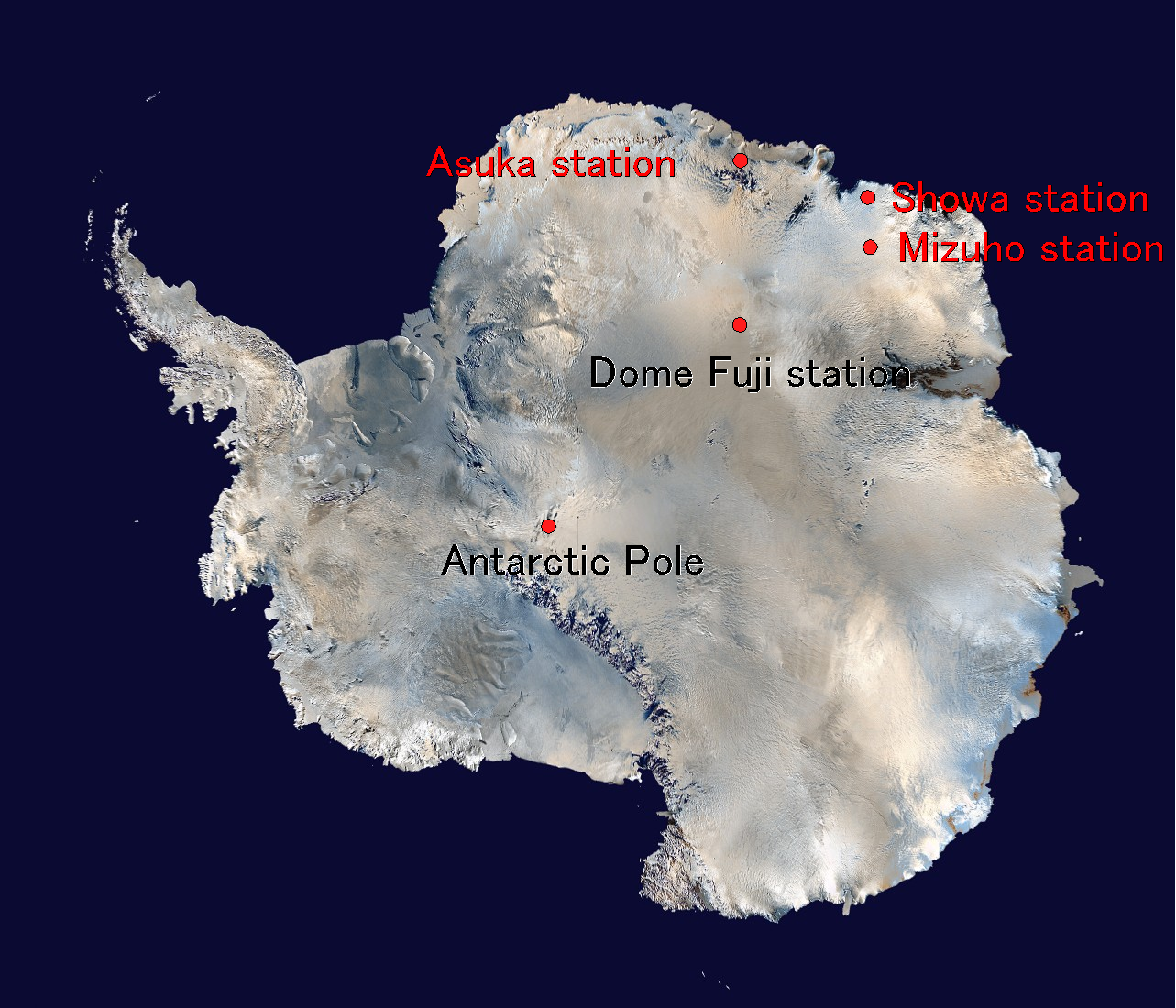
موقع محطة أسوكا

محطة أسوكا (あすか基地 Asuka Kichi) هي محطة يابانية في أنتاركتيكا تعمل على مدار السنة واقعة في أرض الملكة مود و افتتحت في 1985.